# Mycaranthes citrina
Mycaranthes citrina är en orkidéart som först beskrevs av Henry Nicholas Ridley, och fick sitt nu gällande namn av Stephan Rauschert. Mycaranthes citrina ingår i släktet Mycaranthes och familjen orkidéer. Inga underarter finns listade i Catalogue of Life.